# Jens Jenssen
Jens August Karl Jenssen, född 13 januari 1852 i Korsør, död 5 augusti 1941, var en dansk trädgårdsmästare och författare. 
Jenssen avlade trädgårdsexamen 1877 och verkade därefter som trädgårdsmästare på Tårnholm vid Korsør, innan 1881 etablerade sig som handelsträdgårdsmästare i Stege. Hans främsta verk är Ordbog for Gartnere og øvrige Plantedyrkere, vilket innehåller de med växternas beteckning allmänt förekommande latinska och grekiska namnen (1886, omarbetad under titeln Ordbog for Gartnere og Botanikere, 1907). Han hade tidigare utgivit flera mindre skrifter (bland annat Hjemmets Flora, 1883) och var redaktör för Dansk Havebrugstidende 1890–1899. Under senare år var han verksam i Præstø amts avdelning av Østifternes Haveselskab.